# 소방학교
소방학교(消防學校)는 소방관으로 양성하는 것을 목적으로 하는 학교이다.

## 대한민국
- 중앙소방학교

### 특별시·광역시의 소방학교
- 서울특별시 소방학교
- 인천광역시 소방안전학교
- 부산광역시 소방학교
- 광주광역시 소방학교

### 도의 소방학교
- 경기도 소방학교
- 충청소방학교
- 강원도 소방학교
- 경상북도 소방학교

## 미국
- 중앙소방학교